# Paul Bemile
Paul Bemile (ur. 20 grudnia 1939 w Kokoligu) – ghański duchowny rzymskokatolicki, w latach 1995-2016 biskup Wa.

## Życiorys
Święcenia kapłańskie przyjął 3 sierpnia 1968. 19 grudnia 1994 został prekonizowany biskupem Wa. Sakrę biskupią otrzymał 25 marca 1995. 17 lutego 2016 przeszedł na emeryturę.